# جام طلای حسنلو
جام زرّین حسنلو یکی از آثار باستانی برجسته ایران است که در جریان کاوش‌های رابرت اچ. دایسون در تپه حسنلو واقع در شهر نقده به سال ۱۳۳۶ کشف شد. قدمت این اثر به ۱۲۰۰ پیش از میلاد می‌رسد و گمان می‌رود که به دوره پیش از
مادها یعنی منائیان متعلق باشد.
در هنگام کاوش گروه آمریکایی، کارگری به نام «امامقلی محمدی حسنلویی» این جام را می‌یابد و با وجود پیشنهاد سرگروه آمریکایی مبنی بر پنهان کردن آن و دریافت رشوه، یافتن جام را به مسئولان ایرانی گزارش می‌دهد.
این اثر ۲۱ سانتی‌متر بلندی، ۲۵ سانتی‌متر قطر و ۹۵۰ گرم وزن دارد. بر روی جام نقش خدایگان سه‌گانه: خدای زمین و خدای آب و خدای خورشید حک شده است. نقش پهلوانی که با هیولا می‌جنگد، الهه‌ای ایستاده روی دو قوچ، نقش بدن انسان بر پشت یک پرنده و مطابقت صحنه‌ها با یک حماسه حوری از نقش‌های موجود بر روی این جام است.
سازمان میراث فرهنگی برای نخستین بار آن را در سال ۱۳۷۷ به نمایش همگانی گذاشت.

نمای مخالف

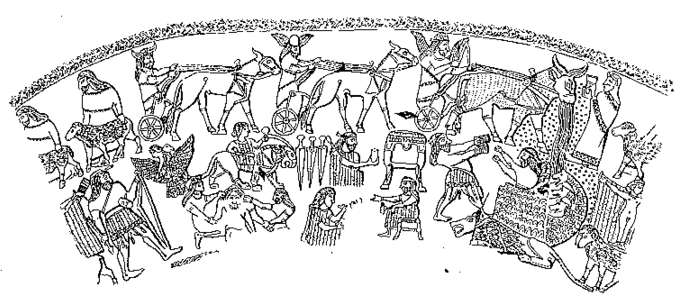
محتوای نمادین جام

بر روی بدنه این جام نامدار، نقش‌های بسیاری حک شده‌اند که احتمالاً داستانی حماسی را روایت می‌کند. در جلد نخست کتاب کهن‌دیار که بخشی از مجموعه آثار ایران باستان در موزه‌های بزرگ جهان را به تصویر کشیده، دربارهٔ این جام آمده است:
این جام که در زیر اسکلت مردی یافته شده، ضربه خورده و کج است. کارشناسان بر این باورند که این مرد با در دست داشتن جام در حال فرار از دست سپاه مهاجمان بوده، و چون در حال فرار جانش را از دست داده جام در زیر فشار بدنش ضربه خورده و کج شده است. هم‌اکنون این جام در موزه ایران باستان نگهداری می‌شود.